# 錢榮
錢榮（1457年—？），字世恩，直隸常州府無錫縣人，軍籍，明朝政治人物。

## 生平
弘治五年（1492年）壬子科應天府鄉試第二十四名舉人。弘治六年（1493年）中式癸丑科會試第二百名，二甲第三十一名進士。授禮部主事，歷工部署郎中，官至户部郎中，正德四年（1509年）五月乞终养。

## 家族
曾祖錢公達；祖父錢惟義；父錢孟溥，號南丘；前母華氏；母王氏。慈侍下。